# Marta Pagnini
Marta Pagnini (Firenze, 21 gennaio 1991) è un'ex ginnasta italiana, capitano della Nazionale italiana di ginnastica ritmica, Cavaliere dell'Ordine al Merito della Repubblica Italiana ed ex membro del Corpo sportivo dell'Aeronautica Militare.

## Carriera sportiva
Figlia del pratese Andrea e della molisana Grazia Ciarlitto, consigliere della Federazione Ginnastica d'Italia, Marta è cresciuta nell'Etruria Prato, storica società di ginnastica che ha formato, tra gli altri, Jury Chechi, già medaglia d'oro olimpica alle Olimpiadi di Atlanta 1996. Nel 2011 vince l'oro iridato nel concorso a squadre ai Mondiali di Montpellier e due argenti, sempre a squadre. Ha partecipato alle Olimpiadi di Londra 2012, nella quale ha vinto la medaglia di bronzo con la nazionale italiana.
Dopo il ritiro delle veterane, nel 2013 diventa capitano della nuova squadra formata da Andreea Stefanescu, Camilla Patriarca, Camilla Bini, Chiara Ianni e Valeria Schiavi, trascinando per ben due volte, le nuove farfalle sul secondo gradino del podio ai XXXII Campionati mondiali di ginnastica ritmica 2013 a Kiev. Sempre nel 2013 viene premiata agli Oscar della Ginnastica.
Ai Campionati europei di ginnastica ritmica 2014 a Baku, conquista con la squadra la medaglia d'argento. Si riconferma vice campionessa del mondo anche ai XXXIII Campionati mondiali di ginnastica ritmica 2014 a Izmir. 
L'11 aprile 2014 le è stata conferita l'onorificenza di Cavaliere al Merito della Repubblica italiana, per la medaglia di bronzo conquistata a Londra 2012.
Grazie alle ottime prestazioni nelle finali di specialità ai cerchi e clavette, durante tutte le tappe del circuito di Coppa del mondo di ginnastica ritmica 2015, vince l'iridata classifica generale di questa specialità. Viene quindi premiata con la squadra in occasione dell'ultima tappa, a Kazan, quella precedente ai campionati del mondo in programma a Stoccarda.
In virtù della straordinaria stagione sportiva viene premiata nello speciale concorso della celebre Gazzetta dello Sport Gazzetta Sport Awards nella categoria 'Squadra dell'anno' con il secondo posto dietro la Juventus.
Prende parte ai Giochi olimpici di Rio de Janeiro con le compagne Alessia Maurelli, Camilla Patriarca, Sofia Lodi e Martina Centofanti. Qualificate in finale con il quarto punteggio generale, confermano la stessa posizione anche nella finale, con un punteggio complessivo di 35.549 (ottenuto dalla somma dei parziali di 17.516 nell'esercizio ai 5 nastri e di 18.033 in quello misto a cerchi e clavette) sfiorando, così, il podio (e il secondo piazzamento) per appena 2 decimi di punto.
Con le compagne, è stata l'unica squadra nazionale ad essere stata invitata a partecipare al Rhythmic Ginnastic All-Star Gala, il più importante evento asiatico di ginnastica ritmica che riunisce le migliori ginnaste del pianeta, a Seul, in Corea del Sud.
A settembre 2016 annuncia il suo ritiro dalla pedana; e nel 2017 ottiene il brevetto di giudice internazionale di secondo livello, grazie al quale verra convocata come giudice a diverse competizioni internazionali tra le quali i Giochi Olimpici Giovanili di Buenos Aires 2018. Sempre nel 2017 inizia a lavorare come commento tecnico televisivo delle principali competizioni per conto della Federazione Ginnastica D'Italia e nel 2021 commenta per la Rai le gare di ginnastica ritmica dei giochi della XXXII Olimpiade svoltisi a Tokyo. Nel 2019 ottiene il brevetto internazionale di allenatore a seguito della partecipazione alla FIG Academy di livello 3 a San Jose in Costa Rica. A Dicembre 2022  viene eletta nel Comitato Esecutivo della European Gymnastics.

## Palmarès

### Olimpiadi
- 1 medaglia:
  - 1 bronzo  (nel concorso generale a squadre a Londra 2012).

### Mondiali
- 8 medaglie:
  - 2 ori  (concorso generale a squadre a Montpellier 2011; finale nastri Stoccarda 2015).
  - 6 argenti  (finale nastri+cerchi e finale palla a Montpellier 2011, concorso generale a squadre e finale clavette a Kiev 2013, e concorso generale a squadre e Smirne 2014; finale cerchi+cavette a Stoccarda 2015).

### Europei
- 3 medaglie:
  - 1 argento  (concorso generale a squadre a Baku 2014);
  - 2 bronzi  (concorso generale a squadre e finale nastri+cerchi a Nižnij Novgorod 2012).

Tabella riassuntiva
| Anno | Città           | Edizione  | Risultato | Specialità        |
| ---- | --------------- | --------- | --------- | ----------------- |
| 2011 | Montpellier     | Mondiali  | Oro       | Concorso generale |
| 2011 | Montpellier     | Mondiali  | Argento   | Cerchi e nastri   |
| 2011 | Montpellier     | Mondiali  | Argento   | Palle             |
| 2012 | Nižnij Novgorod | Europei   | Bronzo    | Concorso generale |
| 2012 | Nižnij Novgorod | Europei   | Bronzo    | Cerchi e nastri   |
| 2012 | Londra          | Olimpiadi | Bronzo    | Concorso generale |
| 2013 | Kiev            | Mondiali  | Argento   | Concorso generale |
| 2013 | Kiev            | Mondiali  | Argento   | Clavette          |
| 2014 | Baku            | Europei   | Argento   | Concorso generale |
| 2014 | Smirne          | Mondiali  | Argento   | Concorso generale |
| 2015 | Stoccarda       | Mondiali  | Oro       | Nastri            |
| 2015 | Stoccarda       | Mondiali  | Argento   | Cerchi/Clavette   |